# José Pérez Olivares
José Pérez Olivares (Santiago de Cuba, 1949) es un poeta, pintor, ilustrador y profesor de Artes Plásticas cubano.
Graduado por la Escuela Nacional de Arte de Cubanacán (La Habana, 1972) en la especialidad de Artes plásticas. Licenciado por el Instituto Superior de Arte (La Habana, 1987) en la carrera de Artes Plásticas, con especialización en pintura. Desde los 22 años ha ejercido como profesor de artes plásticas en distintas academias cubanas y –ocasionalmente- en el Instituto de Bellas Artes de Medellín, Colombia. Reside en Sevilla desde 2003. 

## Obra poética
- Papeles personales (UNEAC, 1985).
- A imagen y semejanza (Universidad de La Habana, 1987).
- Caja de Pandora (Letras Cubanas, 1987).
- Examen del guerrero (Visor, Madrid, 1992).
- Me llamo Antoine Doinel (plaquette, Ediciones Extramuros, La Habana, 1992).
- Proyecto para tiempos futuros (plaquette, UNEAC, 1993).
- Cristo entrando en Bruselas (Renacimiento, 1994).
- Háblame de las ciudades perdidas (Renacimiento, 1999).
- Lapislázuli (Letras Cubanas, 1999).
- El rostro y la máscara (UNEAC, 2000).
- Últimos instantes de la víctima (Instituto Alicantino de Cultura “Juan Gil-Albert”, 2001).
- Los poemas del Rey David (Tierra de Nadie, Jerez, 2008).
- A la mano zurda (Fundación José Manuel Lara, Sevilla, 2014).

## Reconocimientos literarios
- Premio David, Poesía, Unión de Escritores y Artistas de Cuba, La Habana, 1982.
- Premio del Concurso de Poesía 13 de Marzo, Universidad de La Habana, 1985.
- Premio de Poesía Jaime Gil de Biedma, Segovia, 1991 (ex aequo con Luis Javier Moreno Madroño).
- Premio Rafael Alberti de Poesía, El Puerto de Santa María, 1993.
- Premio Renacimiento de Poesía, Sevilla, 1998.
- Premio de la Crítica, La Habana, 2000.
- IV Premio Iberoamericano de Poesía Hermanos Machado. Sevilla, 2014.[2][3][4][5]